# 황시 (전진)
황시(皇始)는 중국 전진(前秦) 경명제(景明帝)의 연호이다. 351년 1월에서 355년 5월까지 4년 5개월 동안 사용하였다. 351년에 진(秦)을 건국하고 대진왕(大秦王)을 자칭하면서 개원하였으며, 352년에 황제에 즉위하였다.
같은 시기에 사용된 다른 연호로는 동진(東晉)에서 사용한 영화(永和 : 345년 ~ 356년), 전량(前凉)에서 사용한 건흥(建興 : 314년 ~ 361년), 화평(和平 : 354년 ~ 355년), 후조(後趙)에서 사용한 영녕(永寧 : 350년 ~ 351년), 전연(前燕)에서 사용한 원새(元璽 : 352년 ~ 357년), 염위(苒魏)에서 사용한 영흥(永興 : 350년 ~ 352년), 대(代)에서 사용한 건국(建國 : 338년 ~ 376년)이 있다.

## 개원
신해년(辛亥年) 1월 20일(351년 3월 4일)에 진을 건국하고 황시(皇始)로 건원함.

## 연대대조표
| 황시                | 원년            | 2년             | 3년        | 4년             | 5년        |
| 서력                | 351년           | 352년           | 353년      | 354년           | 355년      |
| 육십간지 (六十干支) | 신해(辛亥)      | 임자(壬子)      | 계축(癸丑) | 갑인(甲寅)      | 을묘(乙卯) |
| 동진 (東晉)         | 영화(永和) 7년  | 8년             | 9년        | 10년            | 11년       |
| 전량 (前凉)         | 건흥(建興) 39년 | 40년            | 41년       | 화평(和平) 원년 | 2년        |
| 후조 (後趙)         | 영녕(永寧) 2년  | -               | -          | -               | -          |
| 전연 (前燕)         | -               | 원새(元璽) 원년 | 2년        | 3년             | 4년        |
| 염위 (苒魏)         | 영흥(永興) 2년  | 3년             | -          | -               | -          |
| 대 (代)             | 건국(建國) 14년 | 15년            | 16년       | 17년            | 18년       |

## 같이 보기
- 다른 왕조의 같은 연호
  - 북위(北魏) 황시(396년 ~ 398년)

- 중국의 연호